# Нижньоомринське сільське поселення
Нижньоомри́нське сільське поселення (рос. Нижнеомринское сельское поселение) — муніципальне утворення у складі Троїцько-Печорського району Республіки Комі, Росія. Адміністративний центр — селище Нижня Омра.

## Населення
Населення — 676 осіб (2017, 913 у 2010, 1258 у 2002, 441 у 1989).

## Склад
До складу поселення входять такі населені пункти:
| Населений пункт     | Населення, осіб (1989) | Населення, осіб (2002) | Населення, осіб (2010) |
| ------------------- | ---------------------- | ---------------------- | ---------------------- |
| Бадьйоль, селище    | 417                    | 155                    | 109                    |
| Гришестав, присілок | 24                     | 16                     | 13                     |
| Нижня Омра, селище  | -                      | 1087                   | 791                    |